# Église Saint-Georges de Confracourt
Pour les articles homonymes, voir Église Saint-Georges.
L'église Saint-Georges est une église catholique située à Confracourt, en France.

## Localisation
L'église est située dans le département français de la Haute-Saône, sur la commune de Confracourt.

## Protection
L'édifice est classé au titre des monuments historiques en 1992.